# You Are Here
You Are Here: A Come from Away Story é um documentário canadense de 2018, dirigido por Moze Mossanen, com foco no papel da pequena cidade de Gander, na província de Terra Nova e Labrador no Canadá, ao ajudar passageiros e tripulações que não puderam entrar nos Estados Unidos após o fechamento do espaço aéreo norte-americano devido aos ataques de 11 de setembro de 2001. O filme apresenta depoimentos reais de alguns dos passageiros e moradores que foram retratadas no musical de 2013 chamado Come from Away.
O documentário demonstra, através de depoimentos, os esforço gerado através da união e generosidade dos moradores e autoridades locais par acomodar, alimentar e entreter cerca de 6.500 mil pessoas  ( 38 voos comerciais ) que pousaram no Aeroporto internacional de Gander e permaneceram em torno de 6 dias.
O filme estreiou na HBO Canada e no Crave ( serviço online de streaming ) em 11 de Setembro de 2018, e foi a transmissão de maior audiência do canal em 2018. Ele recebeu exibições de acompanhamento em festivais de cinema selecionados, ganhando o Audience Choice Award de Melhor Documentário no Cinéfest Sudbury International Film Festival em Sudbury, Ontário.

## Prêmios
No 7º Canadian Screen Awards em 2019, o filme ganhou dois Canadian Screen Awards , para Melhor Programa Documentário e Melhor Edição em um Programa Documentário (Cathy Gulkin), e recebeu outras três indicações para Melhor Pesquisa Visual ( Elizabeth Klinck e Mike Lalonde), Melhor Música em Programa ou Série de Não Ficção (Laurel MacDonald e Phil Strong) e Melhor Som em Programa ou Série de Não Ficção (Dave Rose, Christian Cooke , Colin McLellan, Dustin Harris, Steve Blair, Ian McGettigan , David Hocs).